# Chelsea Football Club 2002-2003
Questa pagina contiene rosa e risultati del Chelsea Football Club nelle competizioni ufficiali della stagione 2002-2003.

## Divise e sponsor
Lo sponsor tecnico per la stagione 2002-2003 è Umbro, mentre lo sponsor ufficiale è Emirates Airlines, recante il logo "Fly Emirates".
| Casa | Trasferta | Terza divisa |

## Rosa
| N. |                        | Ruolo | Calciatore         |
| -- | ---------------------- | ----- | ------------------ |
| 23 | Italia (bandiera)      | P     | Carlo Cudicini     |
| 1  | Paesi Bassi (bandiera) | P     | Ed de Goeij        |
| 26 | Inghilterra (bandiera) | D     | John Terry         |
| 3  | Nigeria (bandiera)     | D     | Celestine Babayaro |
| 7  | Paesi Bassi (bandiera) | D     | Winston Bogarde    |
| 13 | Francia (bandiera)     | D     | William Gallas     |
| 6  | Francia (bandiera)     | D     | Marcel Desailly    |
| 15 | Paesi Bassi (bandiera) | D     | Mario Melchiot     |
| 2  | Spagna (bandiera)      | D     | Albert Ferrer      |
| 14 | Inghilterra (bandiera) | D     | Graeme Le Saux     |
| 29 | Germania (bandiera)    | D     | Robert Huth        |
| 8  | Inghilterra (bandiera) | C     | Frank Lampard      |

| N. |                        | Ruolo | Calciatore              |
| -- | ---------------------- | ----- | ----------------------- |
| 11 | Paesi Bassi (bandiera) | C     | Boudewijn Zenden        |
| 12 | Croazia (bandiera)     | C     | Mario Stanić            |
| 17 | Francia (bandiera)     | C     | Emmanuel Petit          |
| 20 | Inghilterra (bandiera) | C     | Jody Morris             |
| 21 | Spagna (bandiera)      | C     | Enrique de Lucas        |
| 28 | Portogallo (bandiera)  | C     | Filipe Oliveira         |
| 30 | Danimarca (bandiera)   | C     | Jesper Grønkjær         |
| 36 | Inghilterra (bandiera) | C     | Joe Keenan              |
| 9  | Paesi Bassi (bandiera) | A     | Jimmy Floyd Hasselbaink |
| 22 | Islanda (bandiera)     | A     | Eiður Guðjohnsen        |
| 39 | Inghilterra (bandiera) | A     | Carlton Cole            |
| 25 | Italia (bandiera)      | A     | Gianfranco Zola         |